# Marktl
Marktl, o sovint de forma no oficial Marktl am Inn ("Petit mercat al riu Inn") és una vila de l'estat alemany de Baviera prop de la frontera amb Àustria. És on va néixer el papa Benet XVI. Té 2.656 habitants.

## Història
- Segle XIII- Fundat pels Comtes de Leonberg.
- 1297 - Construcció de la primera església dedicada a Sant Oswald dins la diòcesi de Stammham.
- 1422 - el Duc Enric XVI de Baviera concedeix els privilegis de mercat a la vila.
- 1701 - Els llamps produeixen l'incendi de tota la vila